# Locomotiva SNCF CC 72000
Le locomotive serie CC 72000 delle ferrovie francesi (SNCF) sono una serie di locomotive diesel-elettriche costruite in 92 esemplari dalla Alsthom.

## Caratteristiche
Le macchine erano equipaggiate con motori diesel SACM AGO che avevano una potenza di 2650 kW che fungeva da gruppo elettrogeno; l'alimentazione elettrica era fornita da un alternatore trifase con raddrizzatore a diodi alimentavano due motori elettrici TAO 656 B1 in corrente continua a 1500 V a ventilazione forzata che fornivano 2250 kW alle ruote.

## Storia
Le  locomotive serie CC 72000 sono state ordinate il 29 dicembre 1965, la prima delle quali entrata in servizio il 20 dicembre 1967 assegnata al deposito di Rennes e l'ultima il 21 giugno 1974. La loro progettazione si deve a Paul Arzens.
Le primi venti della serie raggiungevano solo i 140  km/h, la velocità massima dei successivi fu aumentata a 160  km/h. Sei di esse (72003, 72009, 72018, 72020, 72027 e 72085) sono stati vendute all'ONCF, le ferrovie marocchine. Le ultime CC 72000 francesi sono state assegnate al deposito di Nevers. Gli elevati costi di manutenzione e la limitazione del rapporto di riduzione delle merci a 85 km/h accelerarono la fine della loro carriera. 
Nel servizio internazionale, le CC 72000 servivano regolarmente le città svizzere di Basilea e Ginevra con i servizi Parigi – Basilea via Mulhouse e Valence – Ginevra via Grenoble. Su quest'ultima relazione la CC 72000 trainava, il venerdì e la domenica, composizioni fino a quattordici carrozze Corail. Occasionalmente ha trainato anche il "Catalan Talgo" tra Valence e Chambéry via Grenoble al posto della BB 67300 nel 1988 e poi nel 1992-93.